# Gisèle Lamoureux
Pour les articles homonymes, voir Lamoureux.
Gisèle Lamoureux est une photographe, botaniste et écologiste québécoise née à Montréal le 5 octobre 1942 et morte le 23 juin 2018 à Lévis.

## Biographie
Gisèle Lamoureux naît en 1942 à Montréal. Après avoir été enseignante au primaire, elle obtient un baccalauréat en botanique de l’Université de Montréal et une maîtrise en écologie forestière de l’Université Laval. Elle étudie la photographie nature avec Freeman Patterson.
En 1973, elle fonde le Groupe Fleurbec, qu’elle dirige depuis le début. Ses neuf guides d’identification sur les plantes sauvages constituent le cœur de son œuvre. S'adressant tant au débutant qu’à l’expert, ils offrent environ 3 000 pages et 1 500 photographies couleurs au sujet de plus de 500 espèces de plantes sauvages de l’est de l’Amérique du Nord. Elle est responsable de la francisation de plus du quart des noms des plantes vasculaires québécoises, en particulier des espèces rares, souvent dépourvues de noms français.
Avec Ernest Rouleau, spécialiste de la flore de Terre-Neuve, elle cosigne un important volume bilingue d’environ 800 pages, qui comprend près de 1 200 cartes de répartition des plantes de Terre-Neuve et de Saint-Pierre-et-Miquelon.
Elle est renommée pour ses campagnes de sensibilisation à la vulnérabilité de plantes ou d’habitats fragiles, en particulier, l’ail des bois. Cette initiative compte parmi les événements qui amènent à l’adoption de la Loi sur les espèces menacées ou vulnérables et du règlement protégeant l'ail des bois au Québec.
En 1996, elle fonde et préside FloraQuebeca, une association sans but lucratif, vouée à la connaissance et la promotion et de la protection de la flore au Québec.
Faisant suite à des réclamations échelonnées sur plus de 35 ans par divers groupes, de 1996 à 1999 elle pilote des démarches énergiques menant à l’adoption par l’Assemblée nationale d’une plante indigène, l’iris versicolore, comme emblème floral du Québec.

## Honneurs
- 1971 - L'Arenaria peploides variété robusta forma lamoureuxii est une plante dédiée à Gisèle Lamoureux, qui l’a découverte
- 1989 - Prix Georges-Préfontaine de l'Association des biologistes du Québec[5]
- 1996 - Chevalière de l’Ordre national du Québec[2]
- 1997 - Mérite de la conservation de la flore du Ministère de l’Environnement du Québec[6]
- 1998 - Doctorat ès sciences honoris causa de l'Université Laval[7]
- 1999 - Membre de l'Ordre du Canada[8]
- 2002 - Porteuse d’eau. Eau Secours! Coalition québécoise pour une gestion responsable de l’eau.
- 2003 - Membre honoraire de FloraQuebeca.
- 2004 - Membre honoraire de l'Institut québécois sur la biodiversité (IQBIO).
- 2009 - Membre émérite de l'Association des biologistes du Québec[5]
- 2015 - Lauréate du prix Georges-Émile-Lapalme[9]
- 2018 - Prix Étienne-Chartier, comme Patriote de l’année, par la Société nationale des Québécois de Chaudière-Appalaches, pour le 24 juin 2018

## Collection et publication de photographies
Collection personnelle de plusieurs dizaines de milliers de photographies documentaires, illustrant les plantes sauvages du Québec dans leur habitat, en lumière naturelle.
Ces photographies prises par une botaniste ont d’abord une valeur scientifique, car elles mettent en évidence les caractères permettant d’identifier les plantes à l’espèce. Elles ont aussi une valeur esthétique.
Publication d’environ 1000 photographies dans les livres de Fleurbec, de 5 affiches grand format sur la flore du Québec, de plusieurs photographies (et textes) dans divers autres livres, revues, panneaux d’interprétation, etc.

## Ouvrages
Fleurbec / sous la direction de G. Lamoureux
- 2005 - Plantes sauvages au menu. Cuisine raisonnée. 2e édition, revue par Gisèle Lamoureux. Fleurbec éditeur. 192 pages, 128 photos.
- 1993 - Fougères, prêles et lycopodes. Guide d’identification Fleurbec. Fleurbec auteur et éditeur. 512 pages, 390 photos.
- 1987 - Plantes sauvages des lacs, rivières et tourbières. Guide d’identification Fleurbec. Fleurbec auteur et éditeur. 400 pages, 161 photos.
- 1985 - Plantes sauvages du bord de la mer. Guide d’identification Fleurbec. Fleurbec auteur et éditeur.288 pages, 114 photos.
- 1983 - Plantes sauvages des villes et des champs, volume 2. Guide d’identification Fleurbec. Fleurbec auteur et éditeur. 208 pages, 96 photos.
- 1981 - Plantes sauvages comestibles. Guide d’identification Fleurbec. Fleurbec auteur et éditeur. 168 pages, 120 photos.
- 1981 - Plantes sauvages au menu. Guide culinaire Fleurbec. Fleurbec auteur et éditeur, Saint-Cuthbert, Québec. 160 pages, 21 photos.
- 1981 - Petite fleur. Collection 3-8 ans. Fleurbec auteur et éditeur, Saint-Cuthbert, Québec. 12 pages, 12 photos.
- 1981 - Brin d’herbe. Collection 3-8 ans. Fleurbec auteur et éditeur, Saint-Cuthbert, Québec. 12 pages, 12 photos.
- 1978 - Plantes sauvages des villes et des champs, volume 1. Guide d’identification Fleurbec. Éditeur officiel du Québec, puis Fleurbec auteur et éditeur, 288 pages, 108 photos.

Lamoureux, G.
- 1986 - « Le plus doux chant de la terre. Carnet d’une botaniste-photographe », Liberté,‎ juin 1986, vol. 28, no. 3, p. 75-80 (lire en ligne)
- 2002 - Flore printanière. Collaboration à la photographie: R. Larose. Guide d’identification Fleurbec. Fleurbec éditeur. 576 pages, 290 photos couleurs.

Lamoureux, G. & P. Nantel
- 1999 - Cultiver des plantes sauvages... sans leur nuire. Fleurbec éditeur. 80 pages.

Rouleau, E. & G. Lamoureux
- 1992 - Atlas des plantes vasculaires de l’île de Terre-Neuve et des îles de Saint-Pierre-et-Miquelon/Atlas of the vascular plants of the island of Newfoundland and of the islands of Saint-Pierre-et-Miquelon. Fleurbec, éditeur. 784 pages, 1197 cartes.

Lamoureux, G., C. Allard & P. Fontaine
- 1976 - Les arbres du Parc national de la Mauricie. Parcs Canada. 88 pages, 35 illustrations.

Lamoureux, G. & collaborateurs
- 1975 - Plantes sauvages printanières. Guide d’identification Fleurbec. Éditeur officiel du Québec, puis Fleurbec éditeur. 252 pages, 86 photos.